# Foxy Brown (personaggio)
(Foxy Brown a un gruppo di Pantere Nere)
Foxy Brown è un personaggio cinematografico fittizio, creato da Jack Hill e interpretato da Pam Grier nel film Foxy Brown.
Il personaggio è uno dei primi ritratti di donne afroamericane forti e dure.

## Biografia
Foxy Brown è una ragazza afroamericana, fidanzata con un agente di polizia infiltrato che, a seguito di un'operazione fallita viene ferito e creduto morto da una banda di spacciatori. L'uomo è portato così in ospedale, dove gli viene fatta una plastica facciale. Quando esce ha un nuovo volto e un nuovo nome. Foxy lo va a trovare ed esce con lui.
Il fratello di Foxy è un piccolo malvivente ambizioso, che si mette sempre nei guai. Quando è minacciato da due uomini bianchi, chiama Foxy che accorre in suo aiuto ed elimina i due killer.
Il fidanzato di Foxy viene ucciso mentre passeggia insieme a lei. Foxy scopre che suo fratello ha svelato il vero nome del suo uomo ad un'organizzazione che spaccia droga e sfrutta prostitute di lusso, comandata da una donna bianca, Katherine. Fingendosi una prostituta, Foxy s'infiltra nell'organizzazione e inizia la sua vendetta. Prima ridicolizza un giudice che doveva giudicare alcuni spacciatori dell'organizzazione, ma viene raggiunta dai killer e catturata. Viene spedita in un ranch, in cui due uomini bianchi la drogano e la violentano, quindi la legano al letto. Foxy riesce a liberarsi, prendendo con la lingua una lametta da barba, quindi incendia il ranch e fugge.
Si reca da un gruppo di Pantere Nere, per ottenere giustizia. Il gruppo accetta di aiutarla, e lei seduce un pilota di un aereo da turismo, che deve consegnare una partita di droga all'organizzazione. Salita a bordo dell'aereo, Foxy approfitta dello scambio per pilotare l'aereo ed eliminare i killer. Le Pantere Nere completano il lavoro, evirando l'uomo di Katherine.
Recatasi da Katherine, Foxy le consegna un barattolo con dentro i testicoli del suo uomo, quindi fredda i killer con una pistola nascosta nei capelli. Spara anche a Katherine, ma non la uccide. La lascia in vita perché non dimentichi mai ciò che è successo al suo uomo.

## Influenze
Il personaggio di Foxy Brown ha influenzato molti film. Esso viene citato in Girl 6 - Sesso in linea, diretto da Spike Lee nel 1996, in cui la protagonista immagina di essere Foxy Brown; in Austin Powers in Goldmember, in cui la cantante Beyoncé Knowles interpreta un personaggio chiamato Cleopatra Foxxy; e soprattutto in Jackie Brown, diretto da Quentin Tarantino nel 1997, in cui Pam Grier interpreta appunto Jackie Brown, una hostess che raggira un gruppo di uomini.